# Huobi
Huobi (chinês: 火币网, pinyin: Huǒbìwǎng) é um sistema de trocas de criptomoedas da Singapura. Fundada na China, a empresa agora possui escritórios em Hong Kong, Coreia, Japão e Estados Unidos. Em agosto de 2018, tornou-se uma empresa pública de Hong Kong.
Após uma proibição em 2017 das trocas de Bitcoin pelo governo chinês, Huobi interrompeu as retiradas de Bitcoin. A Huobi China continua a operar como uma plataforma de consultoria e pesquisa de blockchain.
A partir de março de 2018, Huobi processou cerca de US$ 1 bilhão em negociações diariamente.

## História
Huobi foi fundada em 2013 por Leon Li (chinês: 李林, pinyin: Lǐ Lín). Um ex-aluno da Universidade Tsinghua, Li era engenheiro de computação na Oracle antes de fundar Huobi.
Em 15 de maio de 2013, o Huobi Group (火 币 集团) adquiriu o domínio huobi.com. Em 1º de agosto, Huobi lançou uma plataforma de negociação de simulação e, em 1º de setembro, a plataforma de negociação Bitcoin.[carece de fontes?]
Em novembro de 2013, Huobi recebeu investimentos anjos da Dai Zhikang e do Zhen Fund. Em 2014, Huobi levantou um investimento de capital de risco de US$ 10 milhões da Sequoia Capital. Em agosto de 2014, a Huobi adquiriu a Quick Wallet, provedora de carteiras de Bitcoin.
Em dezembro de 2013, o volume de transações ultrapassou 30 bilhões de yuans, tornando a maior plataforma de negociação de ativos digitais da Huobi China na época. Em junho de 2016, seu volume total de transações atingiu 1 trilhão de RMB, e em novembro de 2016 1,7 trilhão de yuans, representando mais de 60% do mercado global de troca de bitcoin.[carece de fontes?] Em 22 de dezembro de 2016, seu volume diário de transações ultrapassou os 200 bilhões de yuans.
Em setembro de 2017, a China proibiu trocas de bitcoin e ICOs. Em resposta, Huobi ajustou sua estrutura organizacional e de negócios para promover a expansão global. Em outubro de 2017, Huobi se expandiu oficialmente para a Coréia com uma nova sede em Seul, Coréia do Sul, e abriu as negociações em março de 2018.
Em novembro de 2017, lançou operações em Singapura, com volume total no primeiro mês superior a 30 bilhões de RMB. Em dezembro de 2017, lançou um escritório em Tóquio, Japão e anunciou que estabeleceria duas trocas de criptografia no Japão no início de 2018, por meio de uma parceria com o grupo financeiro japonês SBI Group. Em março de 2018, a Huobi anunciou que será lançada nos Estados Unidos.
Em agosto de 2018, em uma aquisição inversa, a Huobi adquiriu 74% da Pantronics Holdings, fabricante de eletrônicos de Hong Kong, sendo listada na Bolsa de Valores de Hong Kong.
A HTX registrou um recorde de fluxo líquido de fundos no valor de US$ 472 milhões em abril de 2025. Esse valor é seis a sete vezes maior do que os indicadores semelhantes das principais bolsas como Binance, OKX e Bybit, segundo dados de um relatório interno da plataforma.

## Pesquisa e parcerias
Em abril de 2015, Huobi fez parceria com a Universidade Tsinghua em uma "Iniciativa de pesquisa de ativos digitais" e patrocinou um "Projeto de pesquisa de ativos digitais" no Laboratório de Finanças da Internet da Wudaokou Tsinghua School of Finance.
Em 1 de julho de 2016, o Centro de Pesquisa Blockchain da Rede Huobi publicou um relatório, "Blockchain: Definindo um Novo Futuro Financeiro e Econômico". Em 20 de dezembro de 2016, Huobi ingressou na Fintech Digital Asset Alliance (Shenzhen), juntamente com o Fintech Research Institute da China, sob a orientação do governo municipal de Shenzhen.
Huobi possui escritórios em Hong Kong, Coréia e Japão.
O parceiro estratégico dos EUA da Houbi é a HBUS, com sede em San Francisco, Califórnia e foi lançado em julho de 2018.

## Controvérsias
Em setembro de 2014, o Huobi anunciou por meio de sua conta oficial do Weibo que 920 bitcoin e 8.100 litecoin foram depositados indevidamente em 27 contas diferentes. A empresa retornou a criptomoeda perdida.
Em novembro de 2014, juntamente com seu plano de reunir 20% de todas as taxas de negociação em um 'fundo de reserva do sistema', Huobi informou a CoinDesk que agora reembolsou todos os usuários que sofreram com sua "política de alocação de perdas do sistema" na forma de crédito para negociações futuras honorários.
Em agosto de 2017, a Huobi e a OKCoin investiram controversamente 1 bilhão de yuans (US$ 150 milhões) em fundos ociosos de clientes em "produtos de gerenciamento de patrimônio".

Em setembro de 2017, o governo chinês proibiu as ofertas iniciais de moedas (OICs) e o comércio em bolsas de criptomoedas, tornando as ações de muitas pessoas efetivamente inúteis, incluindo as de usuários na bolsa de Huobi.